# Super Bowl XII
A Super Bowl XII az 1977-es NFL-szezon döntője volt. A mérkőzést New Orleansban, a Louisiana Superdome-ban játszották 1978. január 15-én. A mérkőzést a Dallas Cowboys nyerte. A legértékesebb játékos díját két játékos kapta meg.

## A döntő résztvevői
Az Dallas Cowboys az alapszakaszból 12–2-es mutatóval került a rájátszásba az NFC első kiemeltjeként. A konferencia-elődöntőben otthon a Chicago Bears ellen, majd a konferencia-döntőben szintén hazai pályán a Minnesota Vikings ellen győzött. A Cowboys korábban a Super Bowl VI-ot nyerte meg, és két döntőt vesztett el.
A Denver Broncos is 12–2-es teljesítménnyel zárta az alapszakaszt az AFC konferenciában, így ők is első kiemeltként jutottak a rájátszásba. A konferencia-elődöntőben otthon a Pittsburgh Steelers ellen, majd a konferencia-döntőben szintén hazai pályán a címvédő Oakland Raiders ellen győzött. A Denver először játszhatott a Super Bowlon.
Az előző évhez hasonlóan ismét a két konferencia első kiemeltje jutott a nagydöntőbe.

## A mérkőzés
A mérkőzést 27–10-re a Dallas Cowboys nyerte, amely története során másodszor nyert Super Bowlt. A legértékesebb játékos díját két Cowboys-játékos kapta megosztva: Randy White (defensive tackle) és Harvey Martin (defensive end). Ez volt eddig az egyetlen Super Bowl, amelyen két játékos lett az MVP.
| N | Idő   | Drive | Drive | Drive     | Csapat  | Play leírása                                                                                 | Pont    | Pont    |
| N | Idő   | Play  | Yard  | Időtartam | Csapat  | Play leírása                                                                                 | Cowboys | Broncos |
| - | ----- | ----- | ----- | --------- | ------- | -------------------------------------------------------------------------------------------- | ------- | ------- |
| 1 | 4:29  | 5     | 25    | 2:40      | Cowboys | Touchdown. Tony Dorsett 3 yardos futás. Efren Herrera jutalomrúgás.                          | 7       | 0       |
| 1 | 1:31  | 5     | 17    | 1:56      | Cowboys | Mezőnygól. Efren Herrera 35 yardról.                                                         | 10      | 0       |
|   |       |       |       |           |         |                                                                                              |         |         |
| 2 | 11:16 | 7     | 32    | 3:34      | Cowboys | Mezőnygól. Efren Herrera 43 yardról.                                                         | 13      | 0       |
|   |       |       |       |           |         |                                                                                              |         |         |
| 3 | 12:32 | 8     | 35    | 2:28      | Broncos | Mezőnygól. Jim Turner 47 yardról.                                                            | 13      | 3       |
| 3 | 6:59  | 5     | 58    | 2:29      | Cowboys | Touchdown. Butch Johnson 45 yardos átadás Roger Staubachtól. Efren Herrera jutalomrúgás.     | 20      | 3       |
| 3 | 5:39  | 5     | 26    | 1:20      | Broncos | Touchdown. Rob Lytle 1 yardos futás. Jim Turner jutalomrúgás.                                | 20      | 10      |
|   |       |       |       |           |         |                                                                                              |         |         |
| 4 | 7:04  | 1     | 29    | 0:07      | Cowboys | Touchdown. Golden Richards 29 yardos átadás Robert Newhouse-tól. Efren Herrera jutalomrúgás. | 27      | 10      |